# Amazon Silk
Amazon Silk é um navegador web desenvolvido pela Amazon; foi lançado em novembro de 2011 para Kindle Fire e Fire Phone, e uma versão Fire TV foi lançada em novembro de 2017. A adição do Silk ao Echo Show foi anunciada em um evento da Amazon em setembro de 2018.
O navegador usa uma arquitetura dividida em que parte do processamento é realizado nos servidores da Amazon para melhorar o desempenho de carregamento da página da web. É baseado no projeto Chromium de código aberto que usa os mecanismos Blink e V8.
A Amazon diz que "um fio de seda é uma conexão invisível, mas incrivelmente forte entre duas coisas diferentes" e, portanto, chama o navegador de Amazon Silk, pois é a conexão entre o Kindle Fire e os servidores EC2 da Amazon.

## Arquitetura
Para cada página da Web, o Silk decide quais subsistemas do navegador (rede, HTML ou renderização de página) serão executados localmente no dispositivo e quais serão executados remotamente em seus próprios servidores Amazon EC2.
O Silk usa o protocolo SPDY do Google para acelerar o carregamento de páginas da web. O Silk oferece melhorias de desempenho do SPDY para sites não otimizados para SPDY se as páginas forem enviadas pelos servidores da Amazon. [ citação necessária ] Alguns revisores iniciais descobriram que a aceleração baseada em nuvem não melhorou necessariamente a velocidade de carregamento da página, principalmente em conexões mais rápidas ou em páginas da Web mais simples.
Algumas organizações de privacidade levantaram preocupações sobre como a Amazon passa o tráfego do Silk por meio de seus servidores, operando efetivamente como um provedor de serviços de Internet para aqueles que usam o navegador. O navegador Silk inclui a opção de desativar o processamento do servidor da Amazon. Em 26 de julho de 2016, foi relatado que o Silk impede o acesso ao Google por HTTPS, mas esse bug já foi corrigido.
O Silk é executado com a conta de usuário Amazon do dispositivo Amazon executando o Silk. Para acessar recursos de outra conta da Web, estão disponíveis aplicativos utilitários externos, por exemplo, para usar os favoritos do Chrome em uma conta da Web para desktop ou móvel.